# 熱海町中山
熱海町中山（あたみまち なかやま）は、福島県郡山市の大字である。郵便番号は963-1308。

## 地理
郡山市北西部の熱海地区に属する。東から熱海町石筵、熱海町高玉、南で熱海町安子島、南西で耶麻郡猪苗代町壺楊、猪苗代町関都、北東で猪苗代町川桁、北西で猪苗代町八幡、北で猪苗代町蚕養とそれぞれ隣接する。概ね町村制施行以前の安達郡中山村の流れを汲む地域である。一級水系阿武隈川水系五百川上流左岸や支流の深沢川右岸域を主な範囲とする。域内のほとんどを山林が占め、南端部の五百川左岸に沿い国道49号、JR磐越西線が横断し、川沿いの平地に水田が広がるほか中山宿駅周辺に集落が立地する。熱海町熱海一丁目に所在する郡山北警察署熱海駐在所及び熱海町熱海二丁目に所在する郡山消防署熱海分署がそれぞれ管轄にあたる。

### 主な字
字
- 太田
- 城ノ脇
- 稲田
- 松林

- 東樋下
- 早稲田
- 北ノ城
- 見分山

### 山岳
- 水無山
- 成沢山
- 天狗角刀取山
- 大滝山
- 出子山

### 河川・湖沼
一級水系阿武隈川水系
- 五百川
  - 深沢川
  - 歳野沢
    - 三河沢
    - 持葉沢

## 歴史
- 1879年1月27日 - 二本松藩領中山村が福島県内における郡区町村制の施行により安達郡の村となる。
- 1889年4月1日 - 町村制の施行により中山村が玉川村、石筵村、高玉村と合併し安達郡高川村が発足する。旧高玉村域は高川村の大字となる。
- 1940年4月1日 - 高川村が町制施行、改称し熱海町となり、熱海町の大字となる。
- 1965年5月1日 - 熱海町が郡山市、安積郡富久山町、日和田町、田村町、安積町、喜久田村、逢瀬村、片平村、三穂田村、湖南村と合併し新たな郡山市が設立され、郡山市の大字となる。

## 世帯数と人口
2024年1月1日現在の世帯数と人口は以下の通りである。
| 大字       | 世帯数 | 人口  |
| ---------- | ------ | ----- |
| 熱海町中山 | 67世帯 | 143人 |

## 小・中学校の学区
市立小・中学校に通う場合、学区は以下の通りとなる。
| 番地 | 小学校             | 中学校             |
| ---- | ------------------ | ------------------ |
| 全域 | 郡山市立熱海小学校 | 郡山市立熱海中学校 |

## 交通

### 鉄道
- JR磐越西線
  - 中山宿駅

### 道路
- 磐越自動車道
  - 新中山トンネル
- 国道49号

## 施設
- 中山城跡
- 熊野神社
- 旧中山宿駅（スイッチバックだったころの遺構が残る）